# Куликова, Людмила Викторовна
Людми́ла Ви́кторовна Кулико́ва (род. 17.10.1961, Канский район Красноярского края) — российский учёный, доктор филологических наук, профессор. Директор Института филологии и языковой коммуникации Сибирского федерального университета (г. Красноярск). Эксперт РАН, член-корреспондент Российской академии образования (2023).
Один из ведущих специалистов в области коммуникативной лингвистики, межкультурной коммуникации, теории дискурса.

## Биография
1984 — окончила Красноярский государственный педагогический институт (квалификация учителя немецкого и английского языков средней школы)
1995 — защитила диссертацию на соискание ученой степени кандидата педагогических наук на тему «Формирование представлений младших школьников об общечеловеческих гуманистических ценностях средствами лингвоэтнографии»
2006 — победа в конкурсе «Лучший преподаватель КГПУ» (1 место)
2006 — защитила диссертацию на соискание ученой степени доктора филологических наук на тему «Коммуникативный стиль как проблема теории межкультурного общения» (специальность 10.02.19 – теория языка, Волгоград)
2007 — присуждена учёная степень доктора филологических наук (Приказ Министерства образования и науки РФ № 16д/81)
1997- 2007 — заведующая кафедрой германских языков и межкультурной коммуникации Красноярского государственного педагогического университета им. В. П. Астафьева
С 2008 — директор Института филологии и языковой коммуникации Сибирского федерального университета
2015 — присвоено учёное звание профессора по специальности «Теория языка» (Приказ Министерства образования и науки РФ № 416/нк-1)
2016 — включена в реестр экспертов РАН (Распоряжение Президиума РАН от 27.07.2016 № 10108-509)
2021 — включена в обновлённый реестр экспертов РАН

## Научная и преподавательская деятельность
Автор более 150 научных публикаций.
Под руководством Л. В. Куликовой защищено 7 кандидатских диссертаций.
Председатель диссертационного совета на соискание ученой степени кандидата наук, на соискание ученой степени доктора наук 24.2.404.11 по научным специальностям:
- 5.9.5 Русский язык, языки народов России;
- 5.9.8 Теоретическая, прикладная и сравнительно-сопоставительная лингвистика.Руководитель аспирантуры СФУ по специальности 5.9.8  «Теоретическая, прикладная и сравнительно-сопоставительная лингвистика».

Научный руководитель программы магистратуры по направлению «Лингвистика» - 45.04.02.02 «Прикладная и экспертная лингвистика» 

## Основные научные труды

### Диссертация на соискание учёной степени доктора филологических наук
Коммуникативный стиль как проблема теории межкультурного общения: диссертация … доктора филологических наук: 10.02.19 — теория языка. Волгоград, 2006.

### Монографии
- Куликова Л. В. Коммуникативный стиль в межкультурном общении: монография. М.: Флинта: Наука, 2009. 288 с.
- Куликова Л. В. Коммуникативный стиль в межкультурной парадигме. Красноярск, 2006. 292 с.
- Куликова Л. В. Межкультурная коммуникация: теоретические и прикладные аспекты. Красноярск, 2004. 196 с.
- Нагибина И. Г., Куликова Л. В. Китайский дискурс: концепция культурологического анализа: монография. Красноярск: Сиб. федер. ун-т. 2021. 180 с.
- Куликова Л. В., Попова Я. В. Табуированные речесмыслы в дискурсивных практиках институционального общения: монография. Москва: Гнозис, Красноярск: Сиб. федер. ун-т, 2019. 198 с.
- Бурмакина Н. Г., Куликова Л. В. Академический дискурс: Институциональность, стиль, жанры. М.: ЛЕНАНД, 2019. 200 с.
- Белецкий С. Б., Куликова Л. В. Патернализм в институциональной коммуникации: монография. 2-е изд., доп. и перераб. М.: Флинта: Наука, 2017. 196 с.
- Детинко Ю. И., Куликова Л. В. Политическая коммуникация: опыт мультимодального и критического дискурс-анализа: монография. Красноярск: Сиб. федер. ун-т, 2017.
- Куликова Л. В., Белецкий С. Б., Бурмакина Н. Г., Детинко Ю. И., Попова Я. В. Дискурсивные практики современной институциональной коммуникации: монография / Науч. ред. Л. В. Куликова. Красноярск: Сиб. федер. ун-т, 2015.182 с.
- Белецкий С. Б., Куликова Л. В. Патернализм в институциональной коммуникации: монография. М.: Флинта: Наука, 2011. 182 с.
- Куликова Л.В., Магировская О.В., Шатохина С.А., Привалихина Е.С., Арский А.А. Жестовые языки: Лингвистика и социальная инклюзия: монография. Москва: ФЛИНТА, 2022. 128 с.
- Куликова Л.В. Методология межкультурной коммуникации в новой парадигме: Quo vadis: монографическое эссе. Красноярск: Сиб. федер. ун-т, 2023. 60 с.

### Статьи
- Куликова Л.В. Diskursive Praktiken des interkulturellen Paternalismus in den modernen Migrationsgesellschaften (am Beispiel des deutschsprachigen Raums) // Журнал Сибирского федерального университета. Гуманитарные науки. 2017. 10 (1). С. 47‒58.
- Куликова Л. В. Дискурс межкультурной медиации: концептуальная модель исследования // Вестник Санкт-Петербургского университета. Язык и литература. 2019. Т. 16. № 2. С. 245—258.
- Куликова Л. В. Жестовые языки в лингвистике и в жизни. Научно-популярная статья // Сибирский Форум. Интеллектуальный диалог. 2020. Ноябрь.
- Куликова Л. В. Медиация в межкультурном контексте // Вопросы когнитивной лингвистики. 2019. № 3. С. 26-35.
- Куликова Л. В. Миссия учебника по РКИ в формировании позитивной концептуальной картины мира о России // Политическая лингвистика .2017. № 1 (61). С 53-59.
- Куликова Л. В. Особенности русско-немецкой коммуникации как отражение конфронтации национальных коммуникативных стилей // Вестник Воронежского государственного университета. Серия: Лингвистика и межкультурная коммуникация. 2004. № 2. С. 52-60.
- Бурмакина Н. Г., Куликова Л. В., Попова Я. В. Интернационализация опыта клинической лингвистики: анализ европейских подходов к тестированию речевых нарушений афазического типа // Политическая лингвистика. 2020. № 4 (82). С. 81‒88.
- Евсеева И. В., Колмогорова А. В., Копнина Г. А., Куликова Л. В. «Язык есть зеркало мыслей народа»: О Международном «Форуме языков и культур» (Красноярск, Сибирский федеральный университет, 14‒16 сентября 2016 г.) // Вестник Томского государственного университета. Филология. 2017. № 45.С. 214‒232.
- Куликова Л.В, Прохорова О. А. Исследовательские подходы к дискурсу медиации в фокусе междисциплинарности // Филологические науки. Вопросы теории и практики. Тамбов: Грамота, 2016. № 2 (56): в 2-х ч. Ч. 2. С. 100‒104.
- Куликова Л. В., Микалаускайте Е.Ю. Функционально-прагматический подход к исследованию ксенонарративных текстов в пространстве литературно-нарративной коммуникации // Коммуникативные исследования. 2020. Т. 7. № 2. С. 403—418.
- Куликова Л. В., Попова Я. В. Дискурсивное табуирование и его организация // Когнитивные исследования языка. 2016. № 24. С. 423—434.
- Куликова Л. В., Попова Я. В. Табуированные смыслы в дискурсе масс-медиа // Вопросы когнитивной лингвистики. Тамбов, 2015. № 2 (043). С. 52‒60.
- Нагибина И. Г., Куликова Л. В. Китайский культурологический дискурс-анализ: методология и параметры исследования // Вестник Новосибирского государственного университета. Серия: История, филология. 2020. Т. 19, № 9. С. 9-18.
- Kulikova L. Akademische Kulturen in Russland und Deutschland — eine vergleichende Diskursanalyse / L. Kulikova, G. Koptelzewa // In: Interkulturelle Studien zum osteuropäischen Sprach- und Kulturraum, Olga Rösch (Hg.). Verlag News&Media, Berlin 2011, 27-38.
- Kulikova L. Der Diskurs von Lehrbüchern Russisch als Fremdsprache: wie bringt das Wort und das Bild Kultur zum Ausdruck. In: 13. Deutscher Slavistentag (Abstracts). A. Bierich/Th. Bruns/E. Lüdke (Hg.). Frank&Timme GmbH Verlag für wissenschaftliche Literatur, Berlin 2019, 124.
- Kulikova L.V. Strategic partnership for the future of Communication studies in Russia: Siberian federal university (SibFU) // Russian Journal of Communication. 2018. Vol. 10. № 1. P. 99-100 .
- Burmakina N.G., Detinko I.I., Kulikova L.V., Popova I.V. Speech disorders testing: practices of European and Russian clinical linguistics // J. Sib. Fed. Univ. Humanit. Soc. Sci., 2020, 13(12). P. 1973—1984. DOI: 17516/1997-1370-0705.
- Chernyavskaya V. & Kulikova L. V. (2020). Multimodalität im sozio-kulturellen Kontext: mit Bildern reden, Bilder verstehen. Alman Dili ve Edebiyatı Dergisi — Studien zur deutschen Sprache und Literatur, 43, 19-38.
- Detinko, Iu.I., Kulikova, L.V. Modern linguistic research in regional and cross-cultural context: аnalytical review for the linguistic edition of the Journal of Siberian Federal University. J. Sib. Fed. Univ. Humanit. Soc. Sci., 14(4), 454—458. DOI: 10.17516/1997-1370-0744.
- Kulikova L., Burmákina N. La construcción de la autoridad en el género del artículo científico // Pragmalingüística. 2016. № 24. P. 122—132.
- Kulikova L.V, Magirovskaya O.V. Introduction: Current trends in Linguistic Research // J. Sib. Fed. Univ. Humanit. 2020. Soc. Sci., 13(3). Р. 284—285.
- Kulikova L.V. Mediation im interkulturellen Kontext: diskursanalytische Perspektive // Вопросы когнитивной лингвистики. 2019. № 3. С. 26-35
- Kulikova L.V., Detinko J.I. Discursive construction of «others» in the semiotic space of political communication // Functional Approach to Professional Discourse Exploration in Linguistics. Springer, 2020. P. 199—230.
- Kulikova, L.V., Mikalauskaite, E. Iu. (2019). Subjectification strategy of author’s statement in English literary xeno-narrative. J. Sib. Fed. Univ. Humanit. soc. sci., 12(9), 1648—1658. DOI: 10.17516/1997-1370-0479
- Kulikova, L.V., Shatokhina, S.A. Sociocultural and linguistic contexts of the Russian Sign Language functioning in Krasnoyarsk Krai. J. Sib. Fed. Univ. Humanit. Soc. Sci., 2020, 13(3). Р. 296—303.
- Nagibina, I.G., Kulikova, L.V. A new approach to Chinese discourse: cultural context. J. Sib. Fed. Univ. Humanit. Soc. Sci., 14(4), 513—521. DOI: 10.17516/1997-1370-0738.
- Куликова Л.В., Шатохина С.А. Региолекты русского жестового языка: мультимодальный электронный корпус (на материале коммуникативного пространства Восточной Сибири) // Вестник Санкт-Петербургского университета. Язык и  литература. 2021. 18 (4): 750–759.
- Modestov, F. A., Kulikova, L. V., Popova, Ia. V. Semiotiсs of the Richard Wagner’s Ring Cycle: language and musical codes // J. Sib. Fed. Univ. Humanit. Soc. Sci. 2022. 15(11). 1619–1636. DOI: 10.17516/1997-1370-0941.
- Куликова Л.В. Теория языка и коммуникации: научный круг И.А. Стернина // Коммуникативные исследования. 2022. Т. 9. № 3. С. 477–484.
- Бурмакина Н.Г., Куликова Л.В., Попова Я.В., Артемьева А.И. Формат текста как инклюзивная практика современного социума. Вестник Санкт-Петербургского университета. Язык и литература. 2022, 19 (3): 607–626.
- Куликова Л.В. Языковая инклюзия как потенциал междисциплинарных исследований и образовательный ресурс: мультикультурный опыт // Terra Linguistica. 2023. Т. 14. № 2. С. 23–30. DOI: 10.18721/JHSS.14203.

### Учебники и учебные пособия
- Куликова Л. В. Коммуникация. Стиль. Интеркультура: прагмалингвистические и культурно-антропологические подходы к межкультурному общению: учебное пособие). Красноярск: СФУ, 2011. 276 с.
- Куликова Л. В. Теория межкультурной коммуникации (Коммуникация. Стиль. Интеркультура): учебное пособие. Красноярск: СФУ, 2010. 290 с.

### Член редакционной коллегии журналов
«Коммуникации. Медиа. Дизайн» (Высшая школа экономики)
«Научный журнал СФУ. Серия Гуманитарные науки» (СФУ).

## Награды
2007 — Нагрудный знак Министерства образования и науки РФ «Почётный работник высшего профессионального образования Российской Федерации».
2015 – Лауреат премии ректора СФУ за научное наставничество.
2021 – Победитель Всероссийского конкурса «Золотые Имена Высшей Школы» в номинации «За вклад в науку и высшее образование» (Фонд Президентских грантов, Лига преподавателей высшей школы, Минобрнауки РФ).
2023 – Лауреат общенациональной премии 2023 Российского профессорского собрания в номинации «Декан/директор года»
2024 – Медаль Командора Резанова (знак отличия г. Красноярск; Удостоверение №11 от 22.04.2024)